# Thalassocrinus pontifer
Thalassocrinus pontifer is een zeelelie uit de familie Hyocrinidae.
De wetenschappelijke naam van de soort werd in 1911 gepubliceerd door Austin Hobart Clark.